# Федоренко Олександр Олексійович
Олександр Олексійович Федоренко — старший солдат Збройних сил України, учасник російсько-української війни, що відзначився під час російського вторгнення в Україну в 2022 році.

## Життєпис
Олександр Федоренко народився у 1986 році. Обіймав військову посаду стрільця-снайпера мотопіхотного відділення мотопіхотного взводу мотопіхотної роти. Загинув 20 грудня 2022 року під час виконання бойового завдання на Донеччині. Чин прощання із загиблим відбувся 9 січня 2023 року в Леськівській громаді.

## Нагороди
- орден «За мужність» III ступеня (2022) — за особисту мужність і самовіддані дії, виявлені у захисті державного суверенітету та територіальної цілісності України, вірність військовій присязі.